# Katrin Oertel
Katrin Oertel (* 18. September 1979 in Haltern) ist eine deutsche Grafikerin und Illustratorin.

## Leben
Oertel besuchte die Grundschule und Gesamtschule und machte 1999 das Abitur.
Von 2000 bis 2006 absolvierte sie ein Designstudium an der Fachhochschule Münster mit dem Schwerpunkt Illustration, Kinderbuchillustration und Buchgestaltung, das sie im Wintersemester 2005/2006 als Diplom-Designerin abschloss. Seit 2006 arbeitet Oertel als selbstständige Illustratorin und Grafikerin in Münster. 2013 erhielt sie für ihre Illustrationen zum Bilderbuch Wenn Katzen ratzen den Meefisch-Bilderbuchpreis von Marktheidenfeld, nachdem sie 2009 mit dem bis dato unveröffentlichten selbstverfassten Bilderbuch Erbsenzähler das Finale erreicht hatte.

## Werke

### Autorin und Illustratorin
- 2007: Mein schönstes Geschenk … bist du!, Coppenrath Verlag, Münster, ISBN 978-3-8157-7115-0
- 2009: Erbsenzähler (unveröffentlicht)[4]

### Illustratorin
- 2007: Bettina Wegenast: Happs! Das Computermonster, Sauerländer, Düsseldorf, ISBN 978-3-7941-6102-7
- 2010: Ene Mene Rappelkiste, Esslinger Verlag, Esslingen am Neckar, ISBN 3-480-22710-4
- 2012: Christian Dreller: Warum haben wir Tomaten auf den Augen? Vorlesegeschichten zu den lustigsten Redensarten, Ellermann Verlag, Hamburg, ISBN 978-3-7707-2374-4
- 2013: Schnicke, schnacke, Schnecke : die schönsten Kinderreime und Verse / zusammengestellt von Nina Strugholz, Weltbild Verlag, Augsburg, ISBN 978-3-8289-6238-5
- 2013: James Krüss: Der wohltemperierte Leierkasten, cbj, München, ISBN 978-3-570-15512-7[5]
- 2013: Erwin Grosche: Wenn Katzen ratzen, Arena Verlag, ISBN 978-3-401-70146-2
- 2014: Christian Dreller: Haben Elefanten wirklich Angst vor Mäusen? : Vorlesegeschichten zu den lustigsten Alltagsirrtümern, Ellermann Verlag, Hamburg, ISBN 978-3-7707-2375-1
- 2014: Christian Seltmann: Strupkowski. Ein Hund sucht das Glück, Dressler Verlag, Hamburg, ISBN 978-3-401-70576-7.
- 2014: Andrea Schütze: Ganz schön wackelig! : Mitmach-Geschichten vom Balancieren, Velber Verlag, Freiburg im Breisgau, ISBN 978-3-8411-0181-5
- 2014: Irmgard Harrer, Marco Annau: Ein Vogel wollte Hochzeit machen, Musikbilderbuch, ISBN 978-3-219-11599-4[6]
- 2015: Christian Loeffelbein: Drei Freunde und das Geheimnis der Buchstaben, Arena Verlag, ISBN 978-3-401-70604-7
- 2017: Kreativ-Kratzel MIX MAX – Fahrzeuge,  Loewe, ISBN 978-3-7855-8431-6
- 2018: Kreativ-Kratzel MIX MAX – Fabelwesen, Loewe, ISBN 978-3-7855-8934-2

## Auszeichnungen
- 2013: Meefisch[7]